# Sisim
De Sisim (Russisch: Сисим) is een 270-kilometer lange rivier in het zuiden van de Russische kraj Krasnojarsk en een rechterzijrivier van de Jenisej.
De bergrivier ontspringt op de westelijke hellingen van de Manskoje Belogorje van de Oostelijke Sajan en stroomt uit in de Jenisej in het Stuwmeer van Krasnojarsk in de Sisimbaai. De Sisimbaai is een van de grootste baaien van het stuwmeer. De rivier is bevaarbaar vanaf spoorstation Sjtsjetinkino.
De grootste zijrivieren zijn van links de Oerap (met de Oerja-Sisim; ongeveer 40 km lang) en van rechts de Ko en de Sejba (ongeveer 30 km). In de rivier bevinden zich vier stroomversnellingen; in de middenloop Alginski (ongeveer 300 meter lang), Polkovnitsa (ongeveer 600 meter) en Bolsjoj (of Tatarski; langste met ongeveer 5 kilometer) en in de benedenloop Berezovy en Bezopasny (500 tot 600 meter).
De bergen langs de rivier zijn bedekt met donker coniferenbos en rijzen op tot 300 à 400 meter boven de rivier, waarbij ze soms steil aflopen naar beneden in muren van rotsen. Het hoogste punt nabij de rivier is de berg Modej (1074 meter). In de bovenloop liggen bergen tot ongeveer 1500 meter hoogte. Vissoorten in de rivier zijn bijvoorbeeld lenok, taimen en vlagzalm.
De oevers van de bovenloop zijn bergachtig en bevatten geen bewoonde plaatsen. Aan de benedenloop ligt het kleine dorpje Berezovaja, waar zich vroeger een bosbouwstation bevond en waar zich een aantal oude wegen en vroegere goudmijnen en bosbouwgebouwen bevinden. Aan de monding werden bij opgravingen in 1847 onder leiding van de Finse etnoloog Matthias Castrén petrogliefen gevonden uit de IJzertijd: 40 figuren van dieren, vogels, mensen en tekens. Dit gebied raakte later overstroomd door het Stuwmeer van Krasnojarsk. Vroeger werd er op op industriële wijze (met een baggermachine) goud gewonnen in de rivier en haar zijrivieren.
Langs de rivier loopt een deel van de spoorlijn Abakan - Tajsjet, bijgenaamd "route van dapperheid" (trassa moezjestva); een onderzoeksexpeditie van 3 personen voor deze spoorlijn raakte in de winter van 1942 onder het ijs van de Kazyr en stierf de bevriezingsdood. De spoorlijn gaat hier door de 1 kilometer lange Kozinski-tunnel.